# Славојка Слава Војиновић
Славојка Слава Војиновић (Плужине, 1957) је црногорска пјесникиња.

## Живот
Славојка Слава Војиновић је рођена 1957. године у Старим Плужинама, на десној обали ријеке Врбнице. Завршила је економску школу. Поезија коју пише и објављује прожета је осјећањима. Члан је Удружења књижевника Црне Горе и Књижевне заједнице Југославије. Поезију је објављивала у бројним часописима и листовима у земљи и иностранству. Живи и ствара у Плужинама.

## Књиге пјесама
- Обала без свједока, Монтеграф, Никшић
- Друга страна бола, Монтеграф, Никшић
- Тајни љубавник, УНИРЕКС, Подгорица
- Јул за душу, УНИРЕКС, Подгорица
- Сјенка име, Монтенегро ЦХЕСС, Никшић
- Не излази ми се из сна, Монтенегро ЦХЕСС, Никшић
- Зелени тепих мјесечине, Монтенегро ЦХЕСС, Никшић